# Moviment per la pau

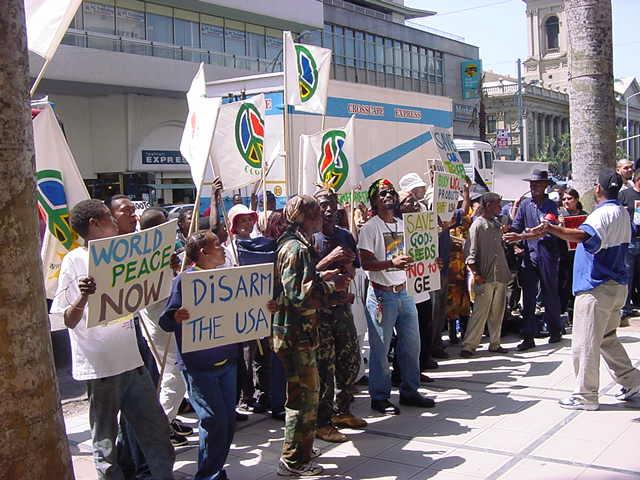
Protesta de l'ECOPEACE Party per la pau global el 2002 davant del consolat dels Estats Units a Durban (Sud-àfrica).

Un moviment per la pau o moviment pacifista és un moviment social que pretén assolir els ideals del pacifisme, com ara la fi d'una guerra (o guerres) en particular o minimitzar la violència interhumana en un lloc o situació particulars. Sovint estan vinculats a l'objectiu d'aconseguir la pau mundial. Alguns dels mètodes utilitzats per assolir aquests objectius inclouen la defensa del pacifisme, la resistència noviolenta, la diplomàcia, els boicots, els camps de la pau, el suport a candidats polítics contra la guerra, el suport a la legislació per eliminar els beneficis dels contractes del govern al complex militar-industrial, la prohibició d'armes, creant eines per al govern obert i transparent, la democràcia directa, donant suport als denunciants que denuncien crims de guerra o conspiracions per crear guerres, manifestacions i pressió política. La cooperació política, per exemple i en aquest camp, és un exemple d'organització que busca fusionar el moviment per la pau i les organitzacions verdes; poden tenir objectius diversos, però tenen l'ideal comú de pau i sostenibilitat humana. Una preocupació dels activistes per la pau és el repte d'aconseguir la pau quan els contraris a la pau sovint utilitzen la violència com a mitjà de comunicació i empoderament.